# Josef Mengele
Josef Mengele (Günzburg, 16 marzo 1911 – Bertioga, 7 febbraio 1979) è stato un medico, militare e criminale di guerra tedesco.
Laureato in antropologia all'Università Ludwig Maximilian di Monaco e in medicina all'Università Goethe di Francoforte, è noto per i crudeli esperimenti medici e di eugenetica che svolse nel campo di concentramento di Auschwitz Birkenau, usando i deportati come cavie umane, soprattutto bambini (era ossessionato dai gemelli); era chiamato da loro lo Zio e lui li definiva «le mie cavie». Gran parte dei bambini che furono sue vittime erano appartenenti ai popoli romaní.
Nel 1940 si arruolò come volontario nel servizio militare, successivamente servì la 5. SS-Panzer-Division "Wiking" nel fronte orientale. Nel 1942 fu ferito sul fronte russo e giudicato inadatto al combattimento; venne promosso al rango di capitano delle SS grazie al salvataggio di due soldati tedeschi, per il quale venne decorato con la croce di ferro. Il 30 maggio 1943 cominciò a prestare servizio nel campo di concentramento di Auschwitz, dove rimase fino al termine del conflitto. Per la sua attività svolta nel campo di concentramento era stato soprannominato «Angelo della morte» (in tedesco Todesengel). La sua figura assunse triste notorietà, soprattutto nel secondo dopoguerra, come esempio di negazione dei principi stessi della medicina.
Sopravvisse alla caduta del regime nazista riuscendo a sfuggire al processo di Norimberga, rifugiandosi nel 1949 in Sud America, dopo un periodo vissuto in incognito in Germania, spostandosi successivamente in diversi Paesi tra cui Argentina, Paraguay e Brasile. Il falso documento di identità che gli permise di emigrare gli fu rilasciato a Termeno (in Alto Adige), comune noto per avere rilasciato diversi falsi documenti di identità ad altri criminali nazisti come Adolf Eichmann, in questo caso col beneplacito del vicario di Bressanone, Alois Pompanin.
Nonostante fosse ricercato come criminale di guerra, sfuggì alla cattura per 34 anni. Morì annegato a seguito di un ictus mentre nuotava in un luogo di villeggiatura presso Bertioga in Brasile il 7 febbraio 1979. Venne seppellito in un sobborgo di San Paolo con il falso nome di "Wolfgang Gerhard". La polizia tedesca nel 1985 seguendo una pista che riportava ad un amico di famiglia di Mengele riuscì a trovare la tomba, esumò il cadavere che «esperti forensi brasiliani» in seguito identificarono proprio come Mengele, ma sarà alcuni anni dopo e precisamente nel 1992, che le prove genetiche del DNA confermeranno definitivamente che quei resti erano proprio quelli di Josef Mengele.

## Biografia

### Gioventù
Nato a Günzburg, in Baviera il 16 marzo 1911, fu primo di tre figli di Karl e Walburga Mengele. Il padre Karl era un noto industriale e dirigeva la Karl Mengele & Söhne, importante e affermata azienda produttrice di macchine agricole che impiegava circa 200 dipendenti. Gli storici descrivono l'ambiente familiare dei Mengele come cattolico-conservatore e nazionalista tedesco, ma non incline al nazionalsocialismo.
A vent'anni si iscrisse all'associazione paramilitare Stahlhelm, Bund der Frontsoldaten (Elmetti d'Acciaio), per poi entrare nel 1934 nelle Sturmabteilung.

### Gli studi
In quegli stessi anni, cominciò i suoi studi all'Università Ludwig Maximilian di Monaco, dove conseguì la laurea in antropologia nel 1935, con una tesi sulla Ricerca morfologico-razziale sul settore anteriore della mandibola in quattro gruppi di razze.
Nel gennaio 1937 presso l'Istituto per la biologia ereditaria e per l'igiene razziale di Francoforte sul Meno, divenne assistente di Otmar Freiherr von Verschuer, conosciuto per le sue ricerche nella genetica, con un particolare interesse per i gemelli, ricerche che influenzarono Mengele. Nel 1937 Mengele si iscrisse al Partito Nazionalsocialista e nel 1938 alle SS; nello stesso anno, si laureò in medicina, presentando una tesi intitolata Ricerche sistematiche in ceppi familiari affetti da cheiloschisi o da fenditure mascellari o palatali, aiutato da Von Verschuer.
Gli "igienisti razziali" nazisti erano convinti che le differenze razziali e sociali avessero origine genetica; secondo la loro concezione, lo studio del comportamento di gemelli identici posti in ambienti diversi avrebbe dovuto dimostrare la prevalenza della natura sull'educazione.
Sempre in quegli anni (nel 1939) si sposò con una ragazza protestante, Irene Schoenbein (la sua famiglia era contraria al matrimonio in quanto non cattolica). Con lei visse a Monaco per alcuni anni prima di partire da solo per Auschwitz in quanto la moglie decise di non seguirlo. Il matrimonio, inizialmente sereno, cominciò a registrare dei contrasti, soprattutto quando Mengele nel 1943 si trasferì ad Auschwitz, dove rimase per circa due anni. In questo periodo, la moglie si recava a fargli visita periodicamente, e in uno di questi incontri rimase incinta di quello che sarebbe stato l'unico figlio di Mengele.
Mengele, comunque, non fu fedele alla moglie, in quanto ebbe ad Auschwitz una relazione con la guardia nazista Irma Grese e con un'infermiera a cui affidò i suoi documenti sulle ricerche di Auschwitz.

### Servizio militare
Ricevette l'addestramento militare di base nel 1938 con i Gebirgsjäger (truppe di fanteria leggera da montagna) e fu chiamato in servizio nella Wehrmacht nel giugno 1940, alcuni mesi dopo lo scoppio della seconda guerra mondiale e si offrì volontario per il servizio medico nelle Waffen-SS, le forze da combattimento delle SS, e si distinse anche sul fronte orientale. Nel giugno 1941 venne insignito della Croce di Ferro per le sue azioni nel fronte ucraino. Nel gennaio 1942, mentre serviva sotto la 5. SS-Panzer-Division Wiking sul fronte russo, salvò due soldati tedeschi da un carro armato in fiamme e venne premiato con un'ulteriore Croce di Ferro.
Nel 1942, ferito lievemente, fu ritirato dalle truppe di combattimento perché definito non idoneo a combattere nelle prime linee; venne assegnato al Rasse und Siedlungshauptamt (RuSHA) di Berlino. In quel periodo riprese i contatti con il suo mentore, von Verschuer, che lavorava presso l'Istituto per l'antropologia, la genetica umana e l'eugenetica Kaiser Wilhelm a Berlino. Poco prima di essere trasferito ad Auschwitz, Mengele venne promosso al grado di capitano delle SS, nell'aprile 1943.

### Ad Auschwitz

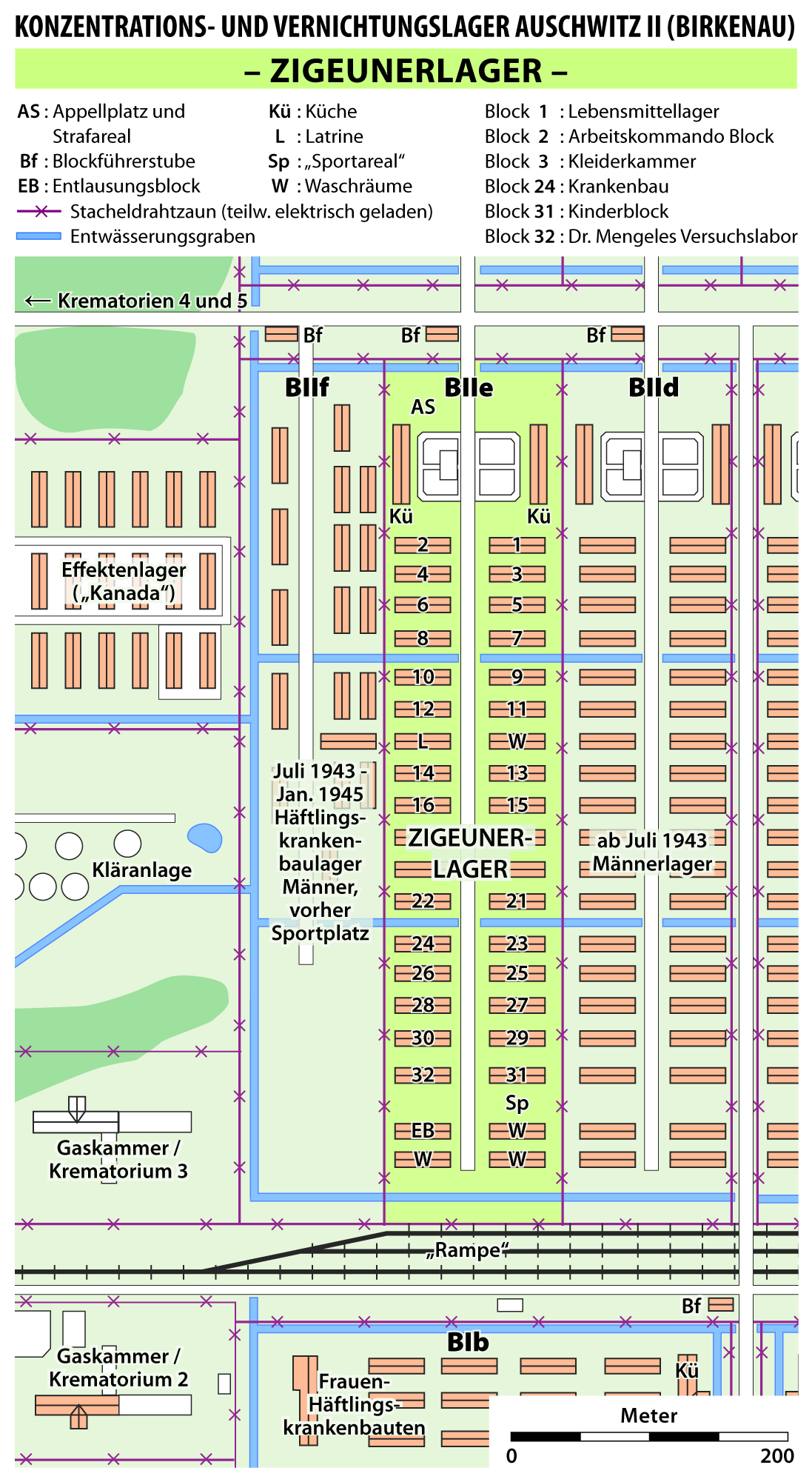
Mappa del campo di sterminio di Auschwitz II

Nel maggio 1943 divenne capo medico del campo riservato ai romaní nel Settore BIIe del campo di sterminio di Birkenau; nell'agosto 1944 questo venne smantellato e i deportati che vi risiedevano furono uccisi nelle camere a gas. In seguito Mengele divenne medico capo del campo principale di Birkenau, sottoposto comunque a Eduard Wirths.
Il comportamento di Mengele nel campo, durante i 21 mesi di permanenza ad Auschwitz, è registrato da numerose testimonianze. Mengele veniva anche chiamato der weiße Engel (l'angelo bianco) dai deportati, per l'atteggiamento e per il camice che indossava quando si apprestava a scegliere chi avrebbe dovuto essere oggetto delle sue ricerche, chi avrebbe lavorato e chi era destinato alla camera a gas. Il più delle volte si mostrava crudele, tanto da guadagnarsi l'appellativo di angelo della morte; uccideva senza pietà prigionieri a calci, colpi di pistola o iniezioni di fenolo; in un battito di ciglio decideva, all'arrivo del treno dei deportati alla banchina del campo, se una persona era da destinare al lavoro o alle camere a gas. Disegnò una linea sul muro del blocco dei bambini, alta circa 150 centimetri, ordinando l'esecuzione nella camera a gas di chi non raggiungeva tale misura. Quando un capannone venne infestato dal tifo, Mengele decise di uccidere tutte le 750 deportate che vi risiedevano. Il 25 maggio del 1943 ordinò la morte di 528 donne e 507 uomini per evitare una nuova epidemia di tifo. Anche in altre situazioni, avrebbe fatto uccidere prigionieri per evitare malattie. Uno dei sopravvissuti disse che aveva uno sguardo che diceva Io sono il potere.
Secondo molti, il suo sdoppiamento di personalità era dovuto alla sua assoluta fedeltà all'ideologia nazista e quindi l'estrema dedizione che osservava quando era chiamato a svolgere il proprio dovere (selezionare e analizzare), nello svolgimento del quale era assolutamente distaccato e non tradiva alcuna emozione. Tuttavia in momenti meno formali, risultava essere una persona paradossalmente piacevole e comprensiva come raccontano gli stessi medici che con lui collaborarono. A ogni modo, molto spesso Mengele alternava momenti di calma, pacatezza e rispetto (alcuni gemelli ricordano come, pur analizzandoli nudi, Mengele fosse stato sempre corretto ed educato e li avesse trattati con gentilezza, con la professionalità di un dottore) a scatti d'ira incontrollabili (in un episodio, diversi assistenti raccontano come si irritò per la lentezza con cui venivano fatte le iniezioni mortali di fenolo dallo stesso personale SS e come lui stesso abbia strappato dalle mani di uno di questi la siringa per mostrare come doveva essere fatto). Uno dei disturbi di Mengele era infatti legato all'estrema attenzione per i dettagli, l'efficienza e la cura dei particolari in ogni cosa facesse, con riguardo maniacale per l'igiene.
Nel 1945 Mengele fu costretto ad abbandonare il campo di concentramento portando con sé tutto il materiale delle sue ricerche che fino ad allora aveva condiviso con alcune personalità del settore medico come Butenandt e von Verschuer che lavoravano all'esterno di Auschwitz e a cui inviava relazioni dettagliate. Il giorno prima dello sgombero Mengele continuò imperturbabilmente ad eseguire le selezioni: esaminò l'ultimo treno con circa 506 prigionieri condannandone alle camere a gas circa 470-480.

#### Le sperimentazioni su esseri umani
Nel periodo che trascorse ad Auschwitz, Mengele organizzò una squadra di cui fecero parte tra l'altro un'antropologa, la prigioniera polacca Martyna Puzyna, e un patologo, l'ebreo ungherese Miklós Nyiszli; vi era anche la pittrice ebrea boema Dina Gottlieb, che realizzava disegni di parti del corpo o figure intere; tutti costoro erano reclutati all'interno dello stesso campo e quindi a loro volta prigionieri. In aggiunta alle sue mansioni come medico del campo, Mengele conduceva "ricerche" sui gemelli monozigoti, sui nani e su bambini nati con anomalie; i soggetti dei suoi esperimenti erano scelti nell'intero campo di Auschwitz. Secondo la testimonianza di Martyna Puzyna, venivano effettuate misurazioni che coinvolgevano anche 250 coppie di gemelli alla volta, costretti a rimanere per ore in piedi, nudi in una stanza non riscaldata. Dopo il completamento degli esami, molti dei soggetti venivano uccisi con iniezioni di fenolo nel cuore, eseguite dallo stesso Mengele o dai suoi assistenti; i cadaveri venivano poi dissezionati e Mengele inviava i referti delle sue dissezioni (talora anche parti del corpo conservate nell'alcool) all'istituto di von Verschuer, a Berlino.

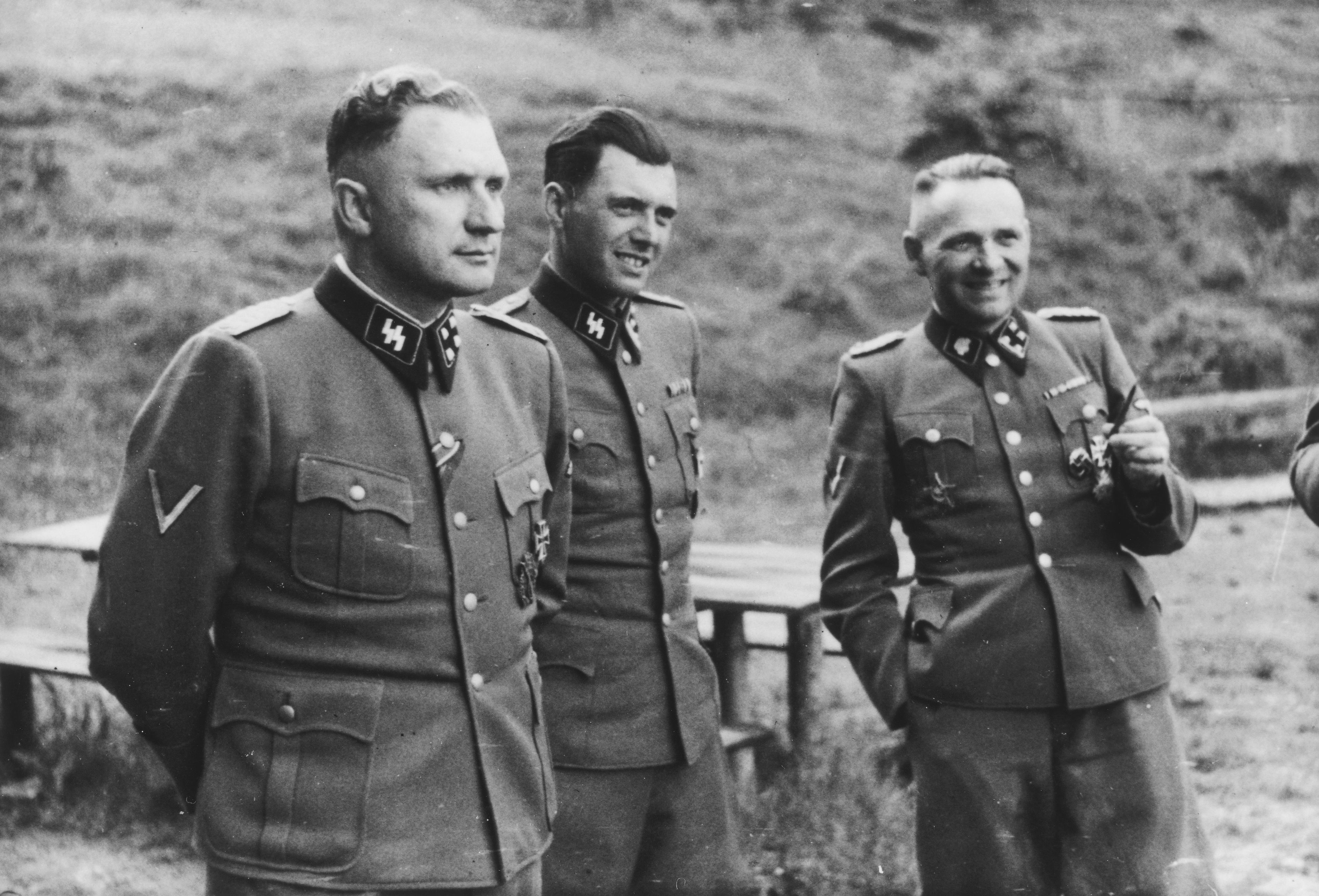
Josef Mengele (al centro) con Rudolf Hoess (a destra) e Richard Baer (a sinistra) nel 1944

Tra le sue ricerche nel campo, una fu dedicata anche alla stomatite gangrenosa, o "noma", una malattia dovuta alla malnutrizione; nel suo ambito Mengele, una volta, inviò a un laboratorio delle SS la testa di un bambino romanó dodicenne, non si sa se ucciso oppure morto per noma. Mengele, del tutto erroneamente, iniziò a studiare questa malattia ricercandone cause genetiche o razziali, ma alla fine persino lui arrivò vicino alla conclusione che la causa risiedesse nell'alimentazione insufficiente e nelle invivibili condizioni igieniche del campo (cosa che, per i medici prigionieri, era stata evidente fin dall'inizio).
Un altro dei progetti di ricerca di Mengele riguardava lo studio dell'ereditarietà nel colore degli occhi, in particolare l'eterocromia delle iridi (che si verifica quando gli occhi di un individuo sono di due colori diversi, per esempio uno azzurro e uno castano). Il dottor Nyiszli ha testimoniato di un episodio in cui gli fu ordinato di dissezionare sei gemelli romaní affetti da eterocromia; in un'altra occasione un'intera famiglia di otto persone fu uccisa e i loro occhi eterocromatici furono espiantati dai cadaveri e inviati a Berlino.
Un altro oggetto delle sperimentazioni di Mengele era la malaria. Nell'autunno del 1943 a venti romaní provenienti da Lublino fu iniettato sangue infetto prelevato da pazienti malarici febbricitanti. Sembra che Mengele abbia partecipato personalmente a queste ricerche, dal momento che nel 1944 fu proposto per una medaglia per aver contratto sia il tifo sia la malaria nell'ambito delle sue ricerche sulle "origini razziali degli zingari".

#### Ricerche e sperimentazioni sui gemelli
Tra le ricerche condotte da Mengele nel campo, quelle a cui dedicò più energia e attenzione (praticate già un anno prima dell'entrata ad Auschwitz) furono riservate ai gemelli; in particolar modo concentrò la sua attenzione sui gemelli monozigoti. Lo stesso Mengele si recava alla banchina, dove arrivavano i treni dei prigionieri, per selezionare di persona i gemelli non appena scendevano. Come la maggior parte delle sue ricerche, anche il criterio di selezione non era rigoroso ma basato solo sull'impressione che Mengele stesso aveva dei bambini: Andra e Tatiana Bucci, superstiti dell'Olocausto e deportate ad Auschwitz nell'aprile del 1944 quando avevano rispettivamente quattro e sei anni, affermarono di essersi salvate perché, all'arrivo del treno, Mengele le scambiò per gemelle dato che si somigliavano molto.
I gruppi di gemelli comprendevano individui delle età più diverse: tra questi veniva scelto il più anziano, che assumeva la funzione di Zwillingsvater (capogemelli o padre dei gemelli), e per distinguerli ulteriormente dagli altri prigionieri, venivano loro tatuate insieme al numero di identificazione anche le due lettere ZW (cioè Zwillinge, gemello). Delle sue ricerche Mengele teneva sempre informato il suo ex professore universitario, von Verschuer, inviando anche all'istituto di biologia razziale a Berlino esemplari e relazioni.

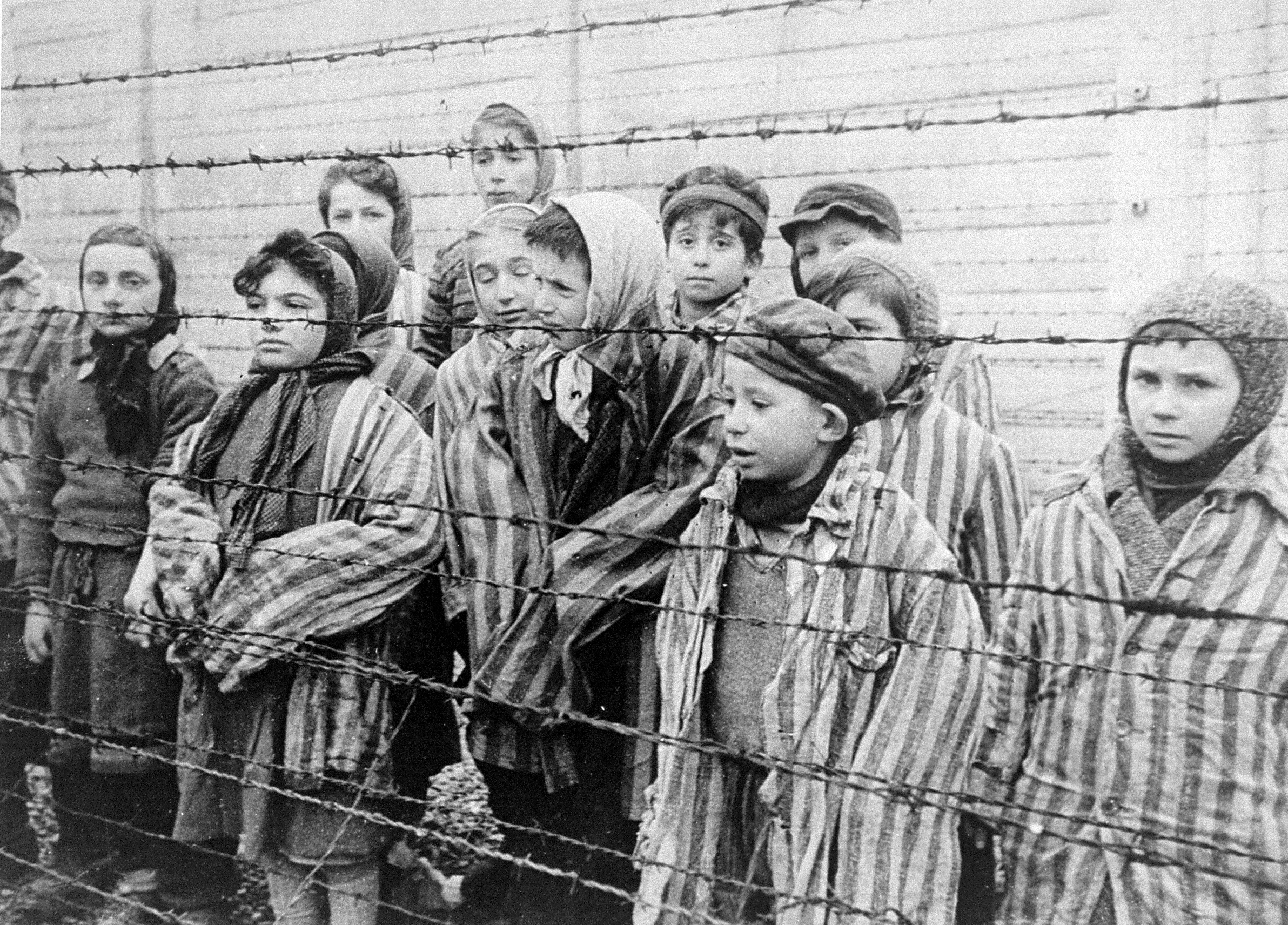
Bambini sopravvissuti ad Auschwitz

Mengele analizzava i gemelli insieme, sottoponendoli a ricerche di tipo comparativo. Nel suo analizzare i gemelli identici, Mengele effettuava misurazioni, fotografie, prelievi di sangue, spesso a ogni visita. Alcuni gemelli superstiti hanno affermato che le ricerche di Mengele riguardarono anche altre pratiche: utilizzo di sostanze chimiche per analizzare le reazioni della pelle, o pressioni su parte del corpo per misurarne la resistenza, o iniezioni. Una volta supervisionò un'operazione su due bambini romaní che vennero uniti per creare dei gemelli siamesi artificiali; le mani divennero presto infette e le vene si richiusero causando gangrena.
Mengele mostrava un particolare interesse per i bambini romaní; nell'estate del 1943 fece allestire un asilo per bambini in età prescolare all'interno del "campo degli zingari", dove diverse centinaia di bambini rimanevano dalle otto del mattino fino alle 14, seguiti da svariate prigioniere. Per breve tempo questi bambini godevano di un regime alimentare privilegiato, ricevendo latte, burro, pane bianco, brodo di carne e persino cioccolato e marmellata, mentre lo stesso Mengele li trattava con gentilezza portando loro dolci e giocattoli. Questo asilo infantile fu sfruttato dalla propaganda nazista: venne spesso visitato da ufficiali delle SS e da civili, che scattavano fotografie e realizzavano filmati dei bambini che giocavano. Tuttavia lo scopo principale dell'asilo era di fungere da riserva di cavie da laboratorio per gli esperimenti di Mengele. Non esistono dati precisi circa il numero di bambini romaní utilizzati nel laboratorio di Mengele. Secondo una testimonianza, vi erano all'inizio in tutto il "campo degli zingari" più di sessanta coppie di gemelli; quando il campo venne liquidato, nell'agosto del 1944, solo sette coppie erano ancora in vita.
Secondo lo storico Guenter Lewy, le ricerche di Mengele erano una strana mistura di scienza e pseudo-scienza motivata ideologicamente, mentre lo stesso Mengele era il tipico scienziato nazista totalmente privo di scrupoli morali, che si era guadagnato la reputazione di essere uno dei più fanatici e spietati medici delle SS adibiti alle "selezioni" dei prigionieri appena arrivati. Mengele non esitava a sopprimere esseri umani al solo scopo di studiare i loro organi interni; a volte egli uccise personalmente dei gemelli al solo fine di risolvere una disputa sulla diagnosi, per poi dissezionare i cadaveri ancora caldi. I sopravvissuti hanno testimoniato della sua straordinaria indifferenza, e anche della sua fascinazione, nei confronti del dolore umano.
Tuttavia, sempre secondo Guenter Lewy, Mengele mostrava a volte un altro lato della sua personalità, che si manifestava in occasionali atti di gentilezza nei confronti dei prigionieri "zingari": secondo una testimonianza, in un caso Mengele avrebbe disposto delle razioni speciali per pazienti affetti da difterite salvando loro la vita; un'altra testimonianza, resa dal dottor Iancu Vexler (un medico prigioniero), parla degli "sforzi" di Mengele per "rendere più sopportabile la vita degli zingari" nel campo. Si dice che Mengele avesse un bambino "zingaro" favorito, di circa quattro anni e sempre vestito di bianco, con il quale girava per il campo durante un'intera estate; ma nell'agosto del 1944 Mengele lasciò che anche questo bambino fosse ucciso in una camera a gas. Lewy conclude osservando che Mengele poteva essere sia gentile sia spietatamente crudele nei confronti delle sue vittime, ma in una valutazione complessiva il suo carattere emerge in modo molto chiaro come «totalmente depravato» («utterly depraved»).
L'ultimo ordine di Mengele, che decretava l'eliminazione nelle camere a gas del gruppo di gemelli mantenuti in vita per gli esperimenti, non fu eseguito mentre le truppe dell'Armata Rossa stavano sopraggiungendo anche perché le scorte di gas erano esaurite.

### La fuga in Sudamerica

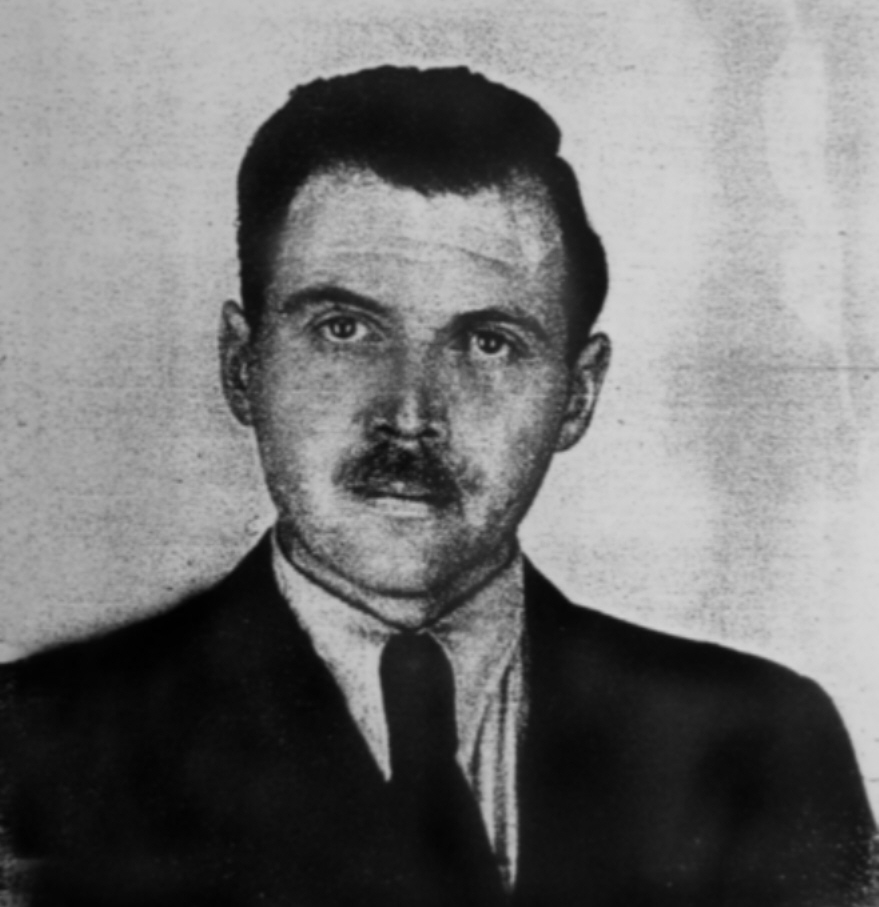
Josef Mengele in una foto segnaletica del 1956 scattata a Buenos Aires per un documento

Nell'immediato dopoguerra cominciò la ricerca dei criminali di guerra nazisti e fra questi era ovviamente compreso anche Josef Mengele. Alla sua ricerca si dedicarono il governo statunitense e quello tedesco, ma in particolar modo i servizi segreti israeliani. Per agevolarne la cattura venne anche fissata una taglia di circa 3 milioni di dollari. Le modalità della fuga di Mengele furono simili a quelle di Adolf Eichmann: gli furono infatti forniti, con modalità non chiarite, dei documenti falsi da parte del comune italiano di Termeno in Alto Adige, che riportavano il nome di Helmut Gregor, nato nel comune stesso.
Nel 1949 si imbarcò nel porto di Genova su una nave diretta in America meridionale, sbarcando in Argentina in luglio. Dapprima visse a Buenos Aires e dintorni, poi nel 1959 fuggì in Paraguay e in Brasile nel 1960, dove rimase fino alla morte nel 1979.
Durante questo lungo periodo Mengele visse dapprima con due sorelle ungheresi, anticomuniste e simpatizzanti per il regime nazista, poi con una famiglia del luogo, mantenendo inizialmente nascosta la propria vera identità; se inizialmente adottò diversi nomi falsi, dopo alcuni anni decise di tornare a utilizzare il proprio vero nome, convinto ormai di essere scampato alle ricerche (in quel periodo il suo nome risultava anche sull'elenco telefonico). Tuttavia, a partire dalla cattura di Adolf Eichmann, avvenuta fra l'altro proprio in Sudamerica, Mengele cominciò ad allarmarsi: ritornò quindi ad adottare una falsa identità e si spostò varie volte (fino a giungere in Brasile) cambiando diverse abitazioni. Nel periodo in cui visse in America Latina, lavorò come operaio nella stessa industria della famiglia Mengele, che anche in Sud America aveva degli stabilimenti.

### La morte
Nel 1979 morì annegato a seguito di un ictus, a 67 anni, mentre nuotava a pochi metri dalla riva dell'oceano Atlantico. Fu sepolto nel cimitero di Nostra Signora del Rosario, a Embu das Artes, sotto la falsa identità di Wolfgang Gerhard. La sua tomba venne scoperta nel 1985, la salma venne riesumata nel 1992 e il suo DNA confrontato con quello del fratello, che inizialmente si rifiutò di fornirlo, ma cambiò idea su pressioni del governo tedesco. L'esame accertò, con una probabilità pari al 99,69%, che la persona lì sepolta fosse effettivamente Josef Mengele. I resti del criminale nazista furono conservati in un magazzino dell'istituto di medicina legale di San Paolo del Brasile e oggi le ossa sono a disposizione degli studenti di medicina per i loro studi. Ebbe il tempo di vedere realizzati due noti film a lui ispirati: Il maratoneta del 1976 e, l'anno prima di morire, I ragazzi venuti dal Brasile.

## Influenza sui media
In considerazione delle vicende storiche e personali in cui fu coinvolto, Mengele appare in numerose opere letterarie, cinematografiche e anche musicali, in alcuni casi come uno dei protagonisti, oppure come ispirazione per un personaggio di finzione.

### Letteratura
- Medico ad Auschwitz (Dr. Mengele boncolóorvosa voltam az Auschwitz-I Krematóriumban, 1946) di Miklós Nyiszli;
- La notte (1958) di Elie Wiesel;
- Il sospetto (Der Verdacht, 1958) di Friedrich Dürrenmatt, in cui il dottore nazista Emmenberger è ispirato alla sua figura;
- Il maratoneta (1974) di William Goldman, il cui personaggio, il dottor Christian Szell, si ispira anch'esso alla sua figura;
- I ragazzi venuti dal Brasile (1976) di Ira Levin;
- Fuori casa (2001) di John King;
- Ho vissuto mille anni di Livia Bitton-Jackson;
- Operazione Ragno, di Miro Barcellona;
- L'insonne (2005) di Cinzia Tani;
- I sonnambuli (2010) di Paul Grossman
- The German Doctor (Wakolda, 2011) di Lucía Puenzo
- L'ultimo sopravvissuto (Survivor: Auschwitz, The Death March and My Fight for Freedom,  2013) di Sam Pivnik
- Josef Mengele (2014) di Mario Bussoni
- Io non mi chiamo Miriam (2016) di Majgull Axelsson
- La fecondazione degli aquiloni (2017) di Sergio Figuccia
- La scelta di Edith (2017) di Edith Eva Eger
- La scomparsa di Josef Mengele (2018) di Olivier Guez
- L'ospite. Le anatomie di Josef Mengele (2019) di Margherita Nani

### Filmografia
- I ragazzi venuti dal Brasile (1978) di Franklin J. Schaffner, tratto dal romanzo omonimo di Ira Levin, in cui Mengele è interpretato da Gregory Peck.
- Nichts als die Wahrheit (1999) di Roland Suso Richter, in cui è interpretato da Götz George.
- La zona grigia (2001), interpretato da Henry Stram.
- My Father (anche noto come Papà Rua Alguem 5555, 2003), interpretato da Charlton Heston.
- Out of the Ashes (2003), film TV diretto da Joseph Sargent in cui è interpretato da Jonathan Cake.
- Il mai nato (2009) di David S. Goyer.
- Il debito (2010) di John Madden.
- The German Doctor (2013), film sulla sua latitanza in Argentina.
- Il labirinto del silenzio di Giulio Ricciarelli (Im Labyrinth des Schweigens). Il giovane procuratore Johann Radmann cerca di catturare Mengele durante un suo viaggio in Germania Ovest nel 1958.
- Nella terza stagione de L'uomo nell'alto castello Mengele[35] è interpretato da John Hans Tester.
- Il figlio di Saul (2015) di László Nemes.

### Musica
- In "Essi ridono" traccia dell'album Alla corte de lo governatore di C.U.B.A Cabbal e Lou X, tra le tante disgrazie mondiali, viene nominato Mengele e la Germania nelle sue mani.
- Mengele ha ispirato il brano Angel of Death degli Slayer, nel quale vengono descritte le terribili sevizie commesse dal dottore.
- Un brano intitolato Mengele, che paventa il fatto che il famigerato dottore possa essere ancora vivo, è contenuto nell'album Immaculate Deception (1986) dei Ludichrist.
- Nell'album Mondi sommersi (1997) dei Litfiba la canzone Dottor M descrive le terribili sevizie commesse dal dottore.